# Serie Mundial de Rugby 7 2021
La Serie Mundial de Rugby 7 2021 fue la 22.ª temporada del circuito de selecciones nacionales masculinas de rugby 7. El ganador de la pasada temporada fue la selección de Nueva Zelanda.
El torneo se disputó íntegramente en Canadá contando con dos etapas en las ciudades de Vancouver y Edmonton.

## Equipos
Equipos confirmados para las dos primeras etapas (Vancouver y Edmonton)
| - Alemania - Canadá - Chile - España - Estados Unidos - Gran Bretaña | - Hong Kong - Irlanda - Jamaica - Kenia - México - Sudáfrica |

### Declinaron su participación
| - Argentina - Australia - Escocia - Fiyi - Francia | - Gales - Inglaterra - Japón - Nueva Zelanda - Samoa |

## Formato
Cada torneo se disputó en un fin de semana, a lo largo de dos o tres días. Participaron 16 equipos.
Se dividieron en cuatro grupos de cuatro equipos, cada grupo se resolvió con el sistema de todos contra todos a una sola ronda; la victoria otorgó 3 puntos, el empate 2 y la derrota 1 punto.
Los dos equipos con más puntos en cada grupo avanzaron a cuartos de final de la Copa. Los cuatro ganadores avanzaron a semifinales de la Copa, y los cuatro perdedores a semifinales por el 5.º lugar.
Los dos equipos con menos puntos en cada grupo avanzaron a cuartos de final de la challenge trophy. Los cuatro ganadores avanzaron a semifinales de la challenge trophy, y los cuatro perdedores a semifinales por el 13.er lugar.

## Calendario
| Torneo    | Estadio                    | Ciudad    | Fecha                       | Campeón   |
| --------- | -------------------------- | --------- | --------------------------- | --------- |
| Canadá I  | Estadio BC Place           | Vancouver | 18-19 de septiembre de 2021 | Sudáfrica |
| Canadá II | Estadio de la Mancomunidad | Edmonton  | 25-26 de septiembre de 2021 | Sudáfrica |

## Tabla de posiciones
| Pos | País           | VAN | EDM | Puntos |
| --- | -------------- | --- | --- | ------ |
| 1   | Sudáfrica      | 20  | 20  | 40     |
| 2   | Gran Bretaña   | 16  | 18  | 34     |
| 3   | Kenia          | 18  | 16  | 34     |
| 4   | Canadá         | 10  | 14  | 24     |
| 5   | Estados Unidos | 12  | 10  | 22     |
| 6   | Irlanda        | 14  | 6   | 20     |
| 7   | Alemania       | 4   | 12  | 16     |
| 8   | Hong Kong      | 8   | 8   | 16     |
| 9   | España         | 6   | 4   | 10     |
| 10  | Chile          | 2   | 3   | 5      |
| 11  | Jamaica        | 3   | 2   | 5      |
| 12  | México         | 1   | 1   | 2      |

|  | Equipos invitados. |

| Bandera de Sudáfrica |
| Campeón Sudáfrica    |
| Cuarto título        |